# Championnat du Sénégal de football 1991-1992
Navigation
Saison 1990-1991 Saison 1992-1993
La saison 1991-1992 du Championnat du Sénégal de football est la vingt-huitième édition de la première division au Sénégal. Les seize meilleures équipes du pays sont regroupées au sein d'une poule unique où elles s'affrontent deux fois, à domicile et à l'extérieur. À l'issue du championnat, les deux derniers du classement sont relégués et remplacés par les deux meilleurs clubs de Division 2.
C'est l'ASEC Ndiambour de Louga qui remporte le championnat cette saison après avoir terminé en tête du classement, avec deux points d'avance sur l'ASC Jeanne d'Arc et quatre sur un duo composé de l'ASC Port Autonome, double tenant du titre et de l'ASC Linguère. C'est le tout premier titre de champion du Sénégal de l'histoire du club.
Le vainqueur du championnat se qualifie pour la Coupe des clubs champions africains tandis que le vainqueur de la Coupe du Sénégal obtient son billet pour la Coupe des Coupes. Enfin, le deuxième du championnat se qualifie pour la Coupe de la CAF et un club obtient son billet pour la prochaine édition de la Coupe de l'UFOA, une compétition régionale réservée aux clubs de l'Afrique de l'Ouest.

## Les clubs participants
| - US Gorée - Damels Tivaouane - Promu de Division 2 - ASC Port Autonome - Dialdiop SC - AS Douanes - ASC Jeanne d'Arc - Casa Sports - US Ouakam | - SOTRAC Dakar - ASC Diaraf - Stade de Mbour - US Rail - ASC Linguère - ETICS Mboro - ASC Mbosse Kaolack - ASEC Ndiambour |

## Compétition
Le barème de points servant à établir les classements se décompose ainsi :
- Victoire : 2 points
- Match nul : 1 point
- Défaite : 0 point

### Classement
| Rang | Équipe             | Pts | J  | G  | N  | P  | Bp | Bc | Diff |
| ---- | ------------------ | --- | -- | -- | -- | -- | -- | -- | ---- |
| 1    | ASEC Ndiambour     | 41  | 30 | 14 | 13 | 3  | 20 | 9  | +11  |
| 2    | ASC Jeanne d'Arc   | 39  | 30 | 15 | 9  | 6  | 27 | 10 | +17  |
| 3    | ASC Port AutonomeT | 37  | 30 | 12 | 13 | 5  | 25 | 11 | +14  |
| 4    | ASC Linguère       | 37  | 30 | 13 | 11 | 6  | 19 | 8  | +11  |
| 5    | ASC Diaraf         | 35  | 30 | 11 | 13 | 6  | 31 | 17 | +14  |
| 6    | ETICS Mboro        | 32  | 30 | 7  | 18 | 5  | 21 | 16 | +5   |
| 7    | AS Douanes         | 31  | 30 | 8  | 15 | 7  | 22 | 16 | +6   |
| 8    | Stade de Mbour     | 30  | 30 | 6  | 18 | 6  | 16 | 13 | +3   |
| 9    | SOTRAC Dakar       | 29  | 30 | 9  | 11 | 10 | 23 | 21 | +2   |
| 10   | Casa Sports        | 28  | 30 | 6  | 16 | 8  | 12 | 14 | -2   |
| 11   | US Rail            | 28  | 30 | 9  | 10 | 11 | 16 | 22 | -6   |
| 12   | ASC Mbosse Kaolack | 28  | 30 | 5  | 18 | 7  | 9  | 18 | -9   |
| 13   | Dialdiop SC        | 27  | 30 | 7  | 13 | 10 | 14 | 25 | -11  |
| 14   | US Ouakam          | 24  | 30 | 5  | 14 | 11 | 19 | 29 | -10  |
| 15   | US GoréeC          | 18  | 30 | 4  | 10 | 16 | 17 | 31 | -14  |
| 16   | Damels TivaouaneP  | 16  | 30 | 3  | 10 | 17 | 10 | 41 | -31  |

|  | Qualification pour la Coupe des clubs champions africains 1993                   |
|  | Qualification pour la Coupe des Coupes 1993                                      |
|  | Qualification pour la Coupe de la CAF 1993                                       |
|  | Qualification pour la Coupe de l'UFOA 1993                                       |
|  | Relégation directe en Division 2                                                 |
|  | T : Tenant du titre C : Vainqueur de la Coupe du Sénégal P : Promu de Division 2 |

## Bilan de la saison
| Championnat du Sénégal de football 1991-1992 |                            |
| Champion                                     | ASEC Ndiambour (1er titre) |
| Coupes et trophées                           |                            |
| Vainqueur de la Coupe du Sénégal 1991-1992   | US Gorée                   |
| Qualifications continentales                 |                            |
| Coupe des clubs champions africains 1993     | ASEC Ndiambour             |
| Coupe des Coupes 1993                        | US Gorée                   |
| Coupe de la CAF 1993                         | ASC Jeanne d'Arc           |
| Coupe de l'UFOA 1993                         | ASC Diaraf                 |
| Promotions et relégations                    |                            |
| Promus en Division 1                         | SONACOS                    |
| Promus en Division 1                         | SODEFITEX                  |
| Relégués en Division 2                       | US Gorée                   |
| Relégués en Division 2                       | Damels Tivaouane           |